# 惡石島
惡石島（日语：／ Akuseki-jima）是吐噶喇群島中的一個島嶼。
行政區劃上，全島皆屬於日本鹿兒島縣鹿兒島郡十島村大字惡石島，郵政編碼為891-5204。至2025年5月1日統計，共有43戶、89人。
島上的最高點是御嶽（海拔 584 公尺）。常見植被有榕樹、蒲葵等亞熱帶植物。。主要產業是畜牧業、農業和漁業，島上有許多神社和祠堂。
地名由來有「島上到處都是石頭，看起來像要從懸崖掉下來」或是「平家落人為了讓追兵不願前來而取的名字」等說法。
小行星10164命名為「惡石島」。

## 數據
- 人口：89人（男性47人、女性42人）（截至2025年5月1日））[4]
- 面積：7.49平方公里
- 周長：12.64公里
- 經緯度：東經129度36分、北緯29度27分

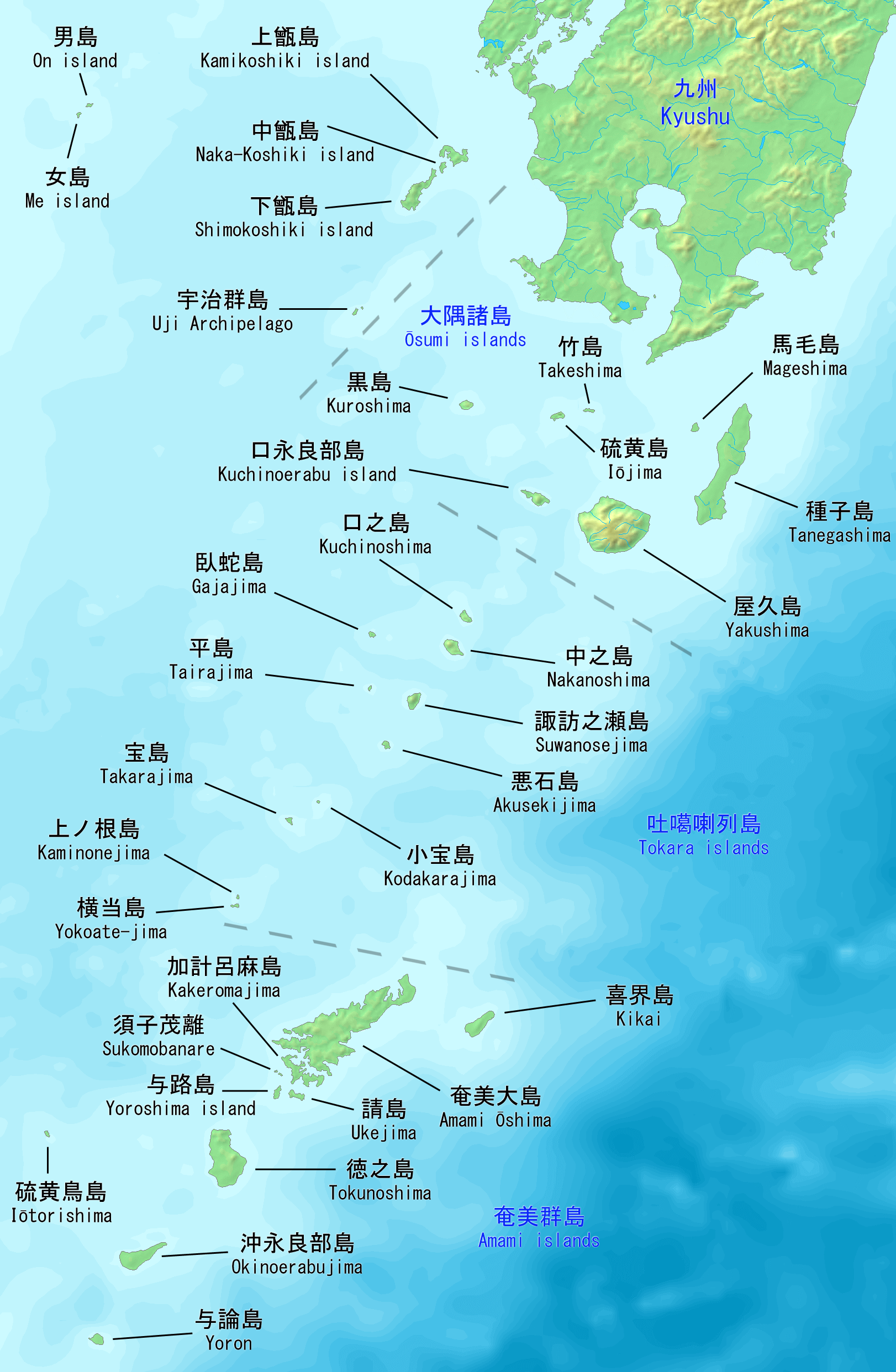
吐噶喇群島（薩南諸島、中部）

- 氣候：亞熱帶

## 交通
從鹿兒島本港南碼頭搭乘每周兩班的十島村營渡輪「渡輪 Toshima 2」需時11小時抵達，停靠在「やすら浜港」。

## 風土・文化・歴史

### 渡瀨線
惡石島是本州、四國、九州動物相的最南端分佈地。因此在惡石島及其西南方的小寶島之間便成為生物分布界線，被稱為「渡瀨線」。

### BoZe（ボゼ）
根據稻垣尚友所著的《十島村誌》記載，Boze 是在被稱為「Hichige（ヒチゲー）」的冬季季節交替之夜出現的戴面具神祇，據說曾出現於吐噶喇群島的各個島嶼，但後來僅剩下惡石島有此神祇流傳。現在成為惡石島的傳統活動，在農曆7月16日，也就是盂蘭盆節最後一天的隔天登場。島上的盆舞也是鹿兒島縣指定的無形民俗文化財。

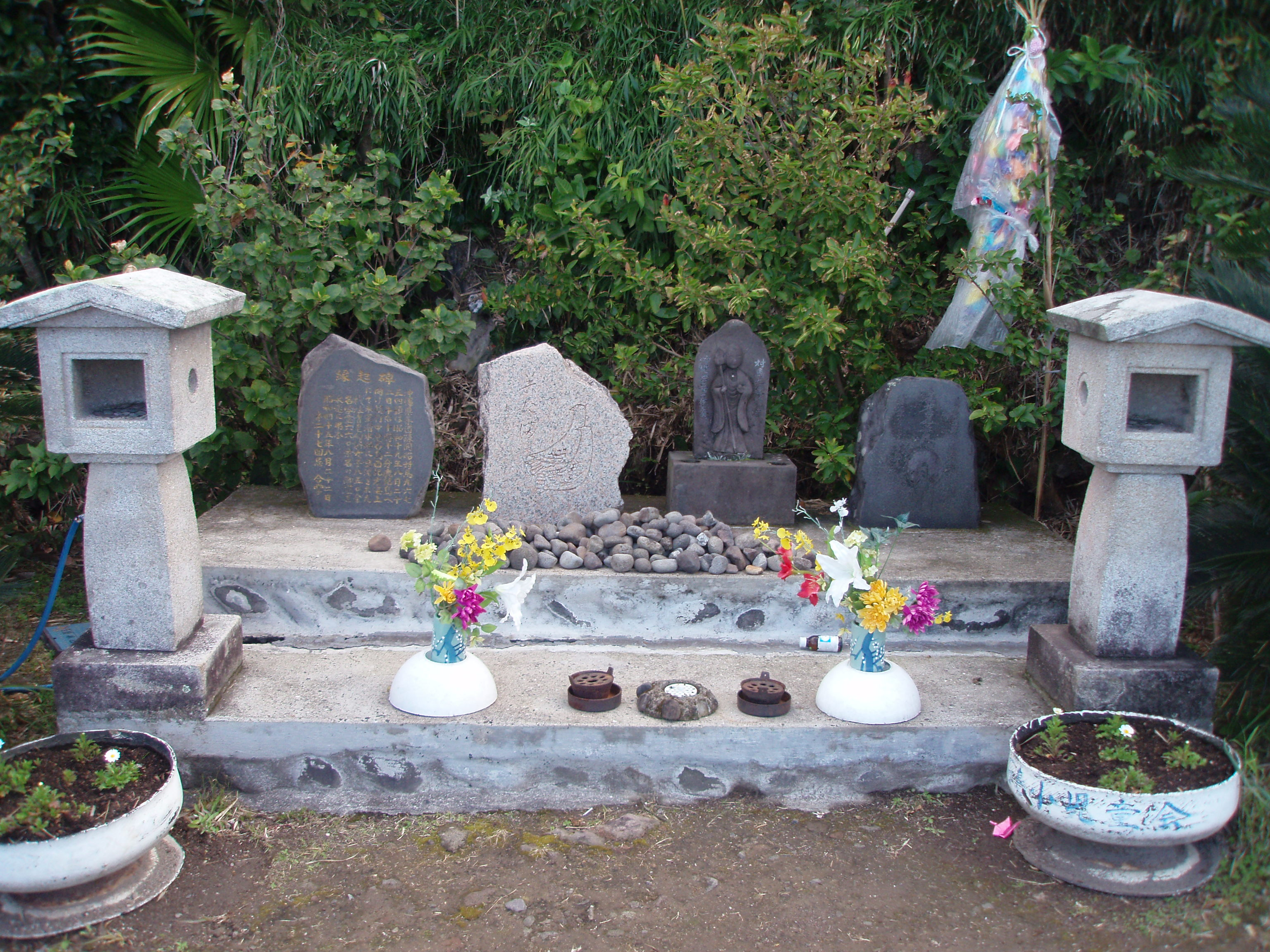
對馬丸慰靈碑

### 對馬丸慰靈碑
在1944年8月22日夜晚，載運學童疏散的貨船「對馬丸」在前往長崎的途中，於惡石島西北方10公里處被美國弓鰭魚號潛艇以魚雷擊沉，船上1,788名乘員和乘客中，共有1,418人罹難，是沖繩疏散船中傷亡最慘重的事件。1970年（即27週年紀念日）建立了紀念碑。

## 公共設施
- 惡石島漁港
- 惡石島燈塔
- 惡石島直升機場
- 惡石島地區社區中心（併設惡石島出張所）
- 十島村立惡石島學園
- 十島村立惡石島診所[10]
- 惡石島簡易郵局[11]

## 溫泉

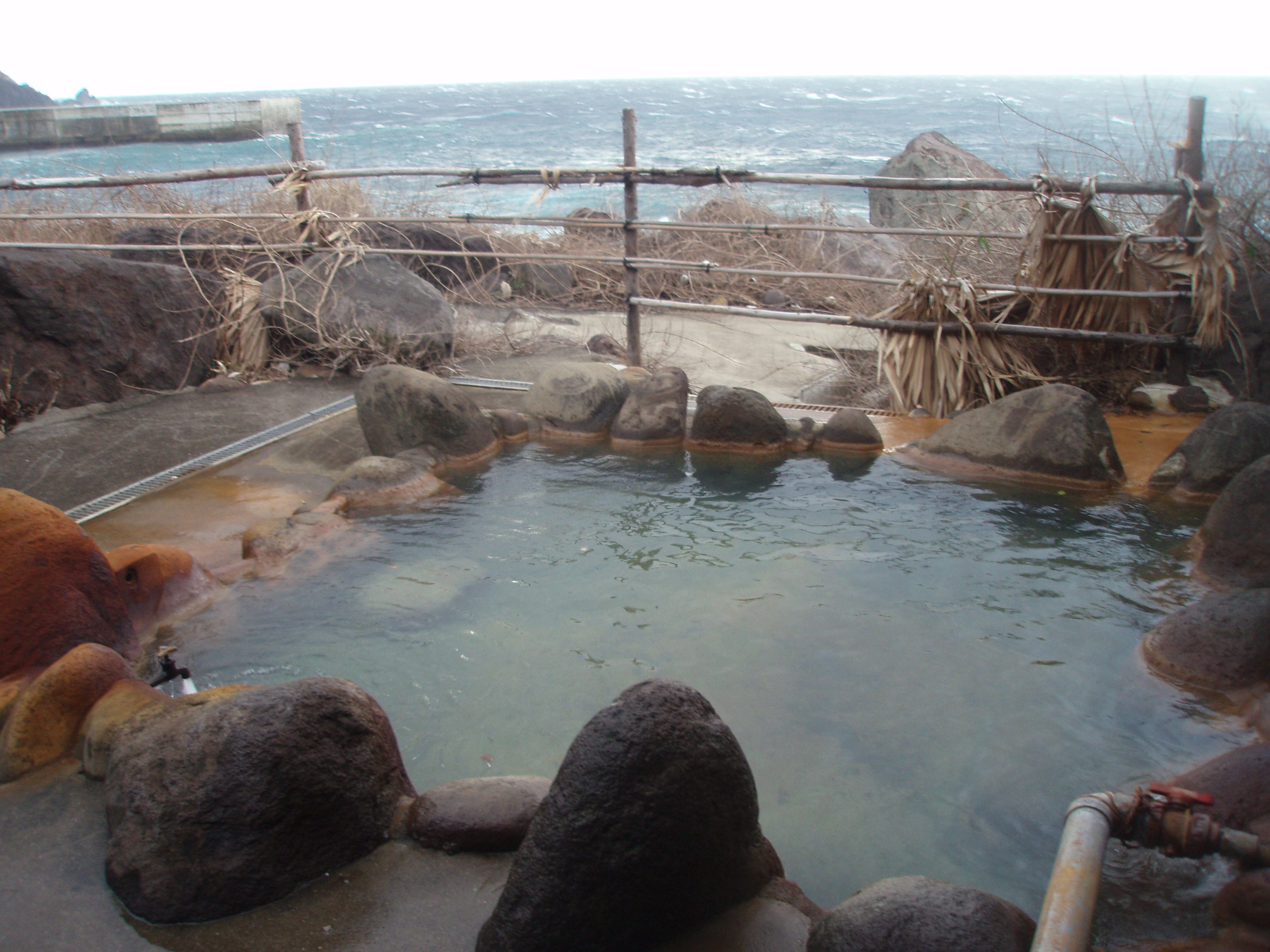
湯泊温泉露天風呂

湯泊温泉
溫泉併設露營地，建設為湯泊溫泉公園。位於港口以北約1.5公里處。島民免費，遊客收費200日圓。設有室內浴池和露天浴池，但冬季不開放露天浴池。
海中溫泉
位於港口和湯泊溫泉之間海岸的岩石區，從岩石中湧出天然溫泉，不過有時會因颱風等原因被岩石掩埋。
砂浴溫泉
位於湯泊溫泉前方，露營地附近。這是一個利用地熱的天然砂浴，遊客可以在小屋內鋪上草蓆躺臥。

## 重大事件

### 颱風17號風災
1976年（昭和51年）9月12日，颱風17號的暴風雨導致惡石島上32戶民宅中有6戶全毀，20戶半毀。

### 熱氣球漂流事件
2004年，神田道夫和石川直樹挑戰乘坐熱氣球橫渡太平洋，但因設備故障而放棄，降落在太平洋上。被遺棄的氣球吊艙於2008年夏天漂流至惡石島。神田於2008年1月再次嘗試橫渡太平洋，但後來失蹤。

### 2009年7月22日日食
包括惡石島在內的吐噶喇群島，曾在五十多年中觀察到兩次日環蝕與一次日全蝕，分別是1958年4月19日（日環食）、2009年7月22日（日全食）和2012年5月21日（日環食）。
2009年7月22日的日食中，惡石島位於日全食帶的中心線附近，日全食將持續6分25秒，預計將吸引大量遊客。島上五間民宿總共只能容納66名旅客，因此十島村將此期間的旅遊事務委託給旅行社（近畿日本旅行），並禁止其他遊客進入。旅行社利用學校體育館和帳篷供遊客住宿，團費用超過34萬日圓。島上簡易供水設施的水源儲水箱也從50噸擴增至80噸。。當天，島上約有400人，是常住人口的四倍多。
不過日食當天，吐噶喇群島多數地區天氣惡劣，惡石島從早上就開始下大雨，雷聲隆隆，甚至可能發生龍捲風，因此旅行社呼籲在中小學操場觀測日食的遊客躲至室內。
由於惡劣天候，島民和394名遊客未能目睹熱烈盼望的日全食。不過日全食期間周圍陷入黑暗，他們仍間接體驗了日全食。

### 設立郵局
簡易郵局「惡石島簡易郵局」於2017年7月1日設立。